# Gruiu (okręg Vâlcea)
Gruiu – wieś w Rumunii, w okręgu Vâlcea, w gminie Stoenești. W 2011 roku liczyła 133 mieszkańców.